# Bob Mintzer
Robert Alan "Bob" Mintzer (født d. 27. januar 1953 i New Rochelle, New York, USA) er en amerikansk saxofonist, basklarinetist, komponist, arrangør og bigbandleder. 
Mintzer spillede sidst i 70'erne med Buddy Rich´s bigband, hvor han også skrev og arrangerede numre for bandet.
Spillede så i 80'erne med i elbassisten og komponisten Jaco Pastorius bigband Word of Mouth, og hans kvintet, med bl.a. andre trommeslageren Peter Erskine og trompetisten Randy Brecker.
I 1985 dannede han sit eget bigband, som indspillede en række interessante plader op gennem 80'erne til i dag, med en stjernebesætning håndplukket af Mintzer selv. 
Dette bigband blev en inovativ og nyskabende force i bigband musikken, og mange af Mintzers numre og arrangementer hører til standardskolen i bigband-musik i dag, og spilles Verden over. 
Mintzer er også med i fusionsgruppen Yellowjackets. 

## Diskografi med Bob Mintzer Big Band
- Incredible Journey – 1985
- Camouflage – 1986
- Spectrum – 1988
- Urban Contours – 1989
- Art of the Bigband – 1991
- Departure – 1993
- Only in New York – 1994
- Techno Pop – 1994
- The first Decade – 1995
- Big Band Trane – 1996
- Live 1996 – 1996
- Latin From Manhattan – 1998
- Homage to Count Basie – 2000
- Gently – 2003
- Live at MCG – 2004
- Old School New Lessons – 2006
- Swing Out – 2008
- For The Moment - 2014
- Get Up - 2015